# Rignano Flaminio
Rignano Flaminio település Olaszországban, Lazio régióban, Róma megyében. Lakosainak száma 10 135 fő (2023. január 1.). Rignano Flaminio Calcata, Capena, Civitella San Paolo, Faleria, Morlupo, Sant'Oreste és Magliano Romano községekkel határos.

## Népesség
A település lakossága az elmúlt években az alábbi módon változott:
| Lakosok száma | 10 232 | 10 328 | 10 135 |
|               | 2017   | 2018   | 2023   |